# Robert du meilleur film danois

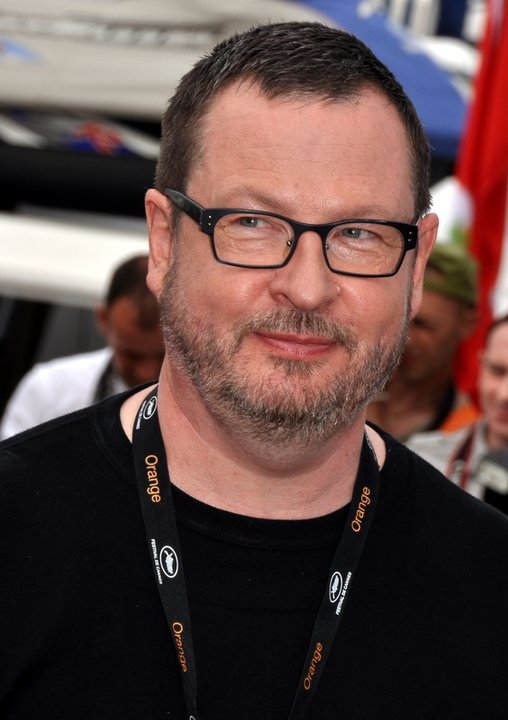
Le réalisateur danois Lars Von Trier, par 10 fois lauréat au concours

Le Robert du meilleur film danois est une récompense de cinéma danoise récompensant le meilleur film danois lors de la cérémonie des Roberts.

## Palmarès
| Année | Film                                                                                             | Réalisateur                                                  |
| ----- | ------------------------------------------------------------------------------------------------ | ------------------------------------------------------------ |
| 1984  | La Belle et la Bête (Skønheden og udyret)                                                        | Nils Malmros                                                 |
| 1985  | Element of Crime (Forbrydelsens element)                                                         | Lars von Trier                                               |
| 1986  | Les Démons volants (De flyvende djævle)                                                          | Anders Refn                                                  |
| 1987  | Cœurs flambés (Flamberede hjerter)                                                               | Helle Ryslinge                                               |
| 1988  | Pelle le Conquérant (Pelle erobreren)                                                            | Bille August                                                 |
| 1989  | L'Ombre d'Emma (Skyggen af Emma)                                                                 | Søren Kragh-Jacobsen                                         |
| 1990  | Notre dernière valse (Dansen med Regitze)                                                        | Kaspar Rostrup                                               |
| 1991  | La Danse des ours polaires (Lad isbjørnene danse)                                                | Birger Larsen                                                |
| 1992  | Europa                                                                                           | Lars von Trier                                               |
| 1993  | La Douleur de l'amour (Kærlighedens smerte)                                                      | - Nils Malmros - John Mogensen                               |
| 1994  | La Maison aux esprits (The House of the Spirits)                                                 | Bille August                                                 |
| 1995  | Le Veilleur de nuit (Nattevagten)                                                                | Ole Bornedal                                                 |
| 1996  | Menneskedyret                                                                                    | Carsten Rudolf                                               |
| 1997  | Breaking the Waves                                                                               | Lars von Trier                                               |
| 1998  | Let's Get Lost                                                                                   | Jonas Elmer                                                  |
| 1998  | Barbara                                                                                          | Nils Malmros                                                 |
| 1999  | Festen                                                                                           | Thomas Vinterberg                                            |
| 2000  | Den eneste ene                                                                                   | Susanne Bier                                                 |
| 2001  | The Bench (Bænken)                                                                               | Per Fly                                                      |
| 2001  | Anna                                                                                             | Erik Wedersøe                                                |
| 2001  | Beyond, le secret des abysses (Dykkerne)                                                         |                                                              |
| 2001  | Cirkeline 2: Ost og kærlighed                                                                    | Jannik Hastrup                                               |
| 2001  | Dancer in the Dark                                                                               | Lars von Trier                                               |
| 2001  | Fruen på Hamre                                                                                   | Katrine Wiedemann                                            |
| 2001  | Gloups ! je suis un poisson (Hjælp, jeg er en fisk)                                              | - Michael Hegner - Stefan Fjeldmark                          |
| 2001  | Her i nærheden                                                                                   | Kaspar Rostrup                                               |
| 2001  | Italian for Beginners (Italiensk for begyndere)                                                  | Lone Scherfig                                                |
| 2001  | Juliane                                                                                          | Hans Kristensen                                              |
| 2001  | Lumières dansantes (Blinkende lygter)                                                            | Anders Thomas Jensen                                         |
| 2001  | Max                                                                                              | Trine Piil Christensen                                       |
| 2001  | Mirakel                                                                                          | Natasha Arthy                                                |
| 2001  | Pyrus på pletten                                                                                 | Martin Miehe-Renard                                          |
| 2001  | På fremmed mark                                                                                  | Aage Rais-Nordentoft                                         |
| 2001  | Slip hestene løs                                                                                 | Erik Clausen                                                 |
| 2002  | En kærlighedshistorie                                                                            | Ole Christian Madsen                                         |
| 2002  | At klappe med een hånd                                                                           | Gert Fredholm                                                |
| 2002  | En kort en lang                                                                                  | Hella Joof                                                   |
| 2002  | Monas verden                                                                                     | Jonas Elmer                                                  |
| 2002  | Le roi est vivant (The King Is Alive)                                                            | Kristian Levring                                             |
| 2003  | Open Hearts (Elsker dig for evigt)                                                               | Susanne Bier                                                 |
| 2003  | At kende sandheden                                                                               | Nils Malmros                                                 |
| 2003  | Dina (I Am Dina)                                                                                 | Ole Bornedal                                                 |
| 2003  | Okay                                                                                             | Jesper W. Nielsen                                            |
| 2003  | Wilbur (Wilbur begår selvmord)                                                                   | Lone Scherfig                                                |
| 2004  | Inheritance (Arven)                                                                              | Per Fly                                                      |
| 2004  | Dogville                                                                                         | Lars von Trier                                               |
| 2004  | Lykkevej                                                                                         | Morten Arnfred                                               |
| 2004  | Reconstruction                                                                                   | Christoffer Boe                                              |
| 2004  | Rembrandt                                                                                        | Jannik Johansen                                              |
| 2005  | Kongekabale                                                                                      | Nikolaj Arcel                                                |
| 2005  | Dag och natt                                                                                     | Simon Staho                                                  |
| 2005  | In Your Hands (Forbrydelser)                                                                     | Annette K. Olesen                                            |
| 2005  | Le Pire des adieux (Lad de små børn...)                                                          | Paprika Steen                                                |
| 2005  | Pusher 2 : Du sang sur les mains (Pusher II: With Blood on My Hands)                             | Nicolas Winding Refn                                         |
| 2006  | Adam's Apples (Adams æbler)                                                                      | Anders Thomas Jensen                                         |
| 2006  | Dark Horse (Voksne mennesker)                                                                    | Dagur Kári                                                   |
| 2006  | Fluerne på væggen                                                                                | Åke Sandgren                                                 |
| 2006  | Manderlay                                                                                        | Lars von Trier                                               |
| 2006  | Manslaughter (Drabet)                                                                            | Per Fly                                                      |
| 2007  | We Shall Overcome (Drømmen)                                                                      | Niels Arden Oplev                                            |
| 2007  | After the Wedding (Efter brylluppet)                                                             | Susanne Bier                                                 |
| 2007  | Offscreen                                                                                        | Christoffer Boe                                              |
| 2007  | Prag                                                                                             | Ole Christian Madsen                                         |
| 2007  | Princesse (Princess)                                                                             | Anders Morgenthaler                                          |
| 2007  | Soap (En soap)                                                                                   | Pernille Fischer Christensen                                 |
| 2008  | L'Art de pleurer en chœur (Kunsten at græde i kor)                                               | Peter Schønau Fog                                            |
| 2008  | Daisy Diamond                                                                                    | Simon Staho                                                  |
| 2008  | Écho (Ekko)                                                                                      | Anders Morgenthaler                                          |
| 2008  | Hvid nat                                                                                         | Jannik Johansen                                              |
| 2008  | Just Another Love Story (Kærlighed på film)                                                      | Ole Bornedal                                                 |
| 2009  | Terriblement heureux (Frygtelig lykkelig)                                                        | Henrik Ruben Genz                                            |
| 2009  | Den du frygter                                                                                   | Kristian Levring                                             |
| 2009  | Les Soldats de l'ombre (Flammen & Citronen)                                                      | Ole Christian Madsen                                         |
| 2009  | Lille soldat                                                                                     | Annette K. Olesen                                            |
| 2009  | Worlds Apart (To verdener)                                                                       | Niels Arden Oplev                                            |
| 2010  | Antichrist                                                                                       | Lars von Trier                                               |
| 2010  | Applaus                                                                                          | Martin Zandvliet                                             |
| 2010  | Fri os fra det onde                                                                              | Ole Bornedal                                                 |
| 2010  | Kærestesorger                                                                                    | Nils Malmros                                                 |
| 2010  | Oldboys                                                                                          | Nikolaj Steen                                                |
| 2011  | R                                                                                                | - Tobias Lindholm - Michael Noer'                            |
| 2011  | Brotherhood (Broderskab)                                                                         | Nicolo Donato                                                |
| 2011  | Every Thing Will Be Fine (Alting bliver godt igen)                                               | Christoffer Boe                                              |
| 2011  | Sandheden om mænd                                                                                | Nikolaj Arcel                                                |
| 2011  | Submarino                                                                                        | Thomas Vinterberg                                            |
| 2012  | Melancholia                                                                                      | Lars von Trier                                               |
| 2012  | Dirch                                                                                            | Martin Zandvliet                                             |
| 2012  | En familie                                                                                       | Pernille Fischer Christensen                                 |
| 2012  | Rosa Morena                                                                                      | Carlos Augusto de Oliveira                                   |
| 2012  | Superclásico                                                                                     | Ole Christian Madsen                                         |
| 2013  | Hijacking (Kapringen)                                                                            | Tobias Lindholm                                              |
| 2013  | Love Is All You Need (Den skaldede frisør)                                                       | Susanne Bier                                                 |
| 2013  | Royal Affair (En kongelig affære)                                                                | Nikolaj Arcel                                                |
| 2013  | Teddy Bear (10 timer til Paradis)                                                                | Mads Matthiesen                                              |
| 2013  | Undskyld jeg forstyrrer                                                                          | Henrik Ruben Genz                                            |
| 2014  | La Chasse (Jagten)                                                                               | Thomas Vinterberg                                            |
| 2014  | Les Enquêtes du département V : Miséricorde (Kvinden i buret)                                    | Nikolaj Arcel                                                |
| 2014  | Northwest (Nordves)                                                                              | Michael Noer                                                 |
| 2014  | Sorrow and Joy (Sorg og glæde)                                                                   | Nils Malmros                                                 |
| 2014  | Spies et Glistrup (Spies og Glistrup)                                                            | Christoffer Boe                                              |
| 2015  | Nymphomaniac                                                                                     | Lars von Trier                                               |
| 2015  | Kapgang                                                                                          | Niels Arden Oplev                                            |
| 2015  | Klumpfisken                                                                                      | Søren Balle                                                  |
| 2015  | Les Enquêtes du département V : Profanation (Fasandræberne)                                      | Mikkel Nørgaard                                              |
| 2015  | Stille hjerte                                                                                    | Bille August                                                 |
| 2016  | Les Oubliés (Under sandet)                                                                       | Martin Zandvliet                                             |
| 2016  | A War (Krigen)                                                                                   | Tobias Lindholm                                              |
| 2016  | Idealisten                                                                                       | Christina Rosendahl                                          |
| 2016  | Men and Chicken (Mænd og høns)                                                                   | Anders Thomas Jensen                                         |
| 2016  | Été 1992 (Sommeren '92)                                                                          | Kasper Barfoed                                               |
| 2017  | The Day Will Come (Der kommer en dag) (Under sandet)                                             | Jesper W. Nielsen                                            |
| 2017  | Forældre                                                                                         | Christian Tafdrup                                            |
| 2017  | I blodet                                                                                         | Rasmus Heisterberg                                           |
| 2017  | La Communauté (Kollektivet)                                                                      | Thomas Vinterberg                                            |
| 2017  | The Neon Demon                                                                                   | Nicolas Winding Refn                                         |
| 2018  | Winter Brothers (Vinterbrødre)                                                                   | Hlynur Pálmason                                              |
| 2018  | Darkland (Underverden)                                                                           | Fenar Ahmad                                                  |
| 2018  | En frygtelig kvinde                                                                              | Christian Tafdrup                                            |
| 2018  | Mens vi lever                                                                                    | Mehdi Avaz                                                   |
| 2018  | Mika et Sebastian : L'Aventure de la poire géante (Den utrolige historie om den kæmpestore pære) | - Amalie Næsby Fick - Jørgen Lerdam - Philip Einstein Lipski |
| 2019  | The Guilty (Den skyldige)                                                                        | Gustav Möller                                                |
| 2019  | Ditte og Louise                                                                                  | Niclas Bendixen                                              |
| 2019  | Les Enquêtes du département V : Dossier 64 (Journal 64)                                          | Christoffer Boe                                              |
| 2019  | The House That Jack Built                                                                        | Lars von Trier                                               |
| 2019  | Un homme chanceux (Lykke-Per)                                                                    | Bille August                                                 |
| 2020  | Dronningen                                                                                       | May el-Toukhy                                                |
| 2020  | Before the Frost (Før frosten)                                                                   | Michael Noer                                                 |
| 2020  | Kris ou les Champs du cœur (Onkel)                                                               | Frelle Petersen                                              |
| 2020  | Ser du månen, Daniel                                                                             | - Niels Arden Oplev - Anders W. Berthelsen                   |
| 2020  | Sons of Denmark (Danmarks sønner)                                                                | Ulaa Salim                                                   |
| 2021  | Drunk (Druk)                                                                                     | Thomas Vinterberg                                            |
| 2021  | A Perfect Family (En helt almindelig familie)                                                    | Malou Reymann                                                |
| 2021  | Riders of Justice (Retfærdighedens ryttere)                                                      | Anders Thomas Jensen                                         |
| 2021  | Shorta                                                                                           | - Frederik Louis Hviid - Anders Ølholm                       |
| 2021  | Vores mand i Amerika                                                                             | Christina Rosendahl                                          |
| 2022  | Hvor kragerne vender                                                                             | Lisa Jespersen                                               |
| 2022  | Et le ciel s'assombrit (Skyggen i mit øje)                                                       | Ole Bornedal                                                 |
| 2022  | Margrete den første                                                                              | Charlotte Sieling                                            |
| 2022  | Pagten                                                                                           | Bille August                                                 |
| 2022  | Venuseffekten                                                                                    | Anna Emma Haudal                                             |
| 2023  | Les Nuits de Mashhad (Ankabut-e moqaddas)                                                        | Ali Abbasi                                                   |
| 2023  | Godland (Vanskabte land)                                                                         | Hlynur Pálmason                                              |
| 2023  | Krysantemum                                                                                      | Christian Bengtson                                           |
| 2023  | La Dernière Nuit de Lise Broholm (Du som er i himlen)                                            | Tea Lindeburg                                                |
| 2023  | Ne dis rien (Speak No Evil)                                                                      | Christian Tafdrup                                            |
| 2023  | Rose                                                                                             | Niels Arden Oplev                                            |